# Tanja Maritzen
Tanja Maritzen (* 1977) ist eine deutsche Biochemikerin, Nanophysiologin und Hochschullehrerin an der Rheinland-Pfälzischen Technischen Universität Kaiserslautern-Landau.

## Leben
Nach ihrem Abitur am Erasmus-von-Rotterdam-Gymnasium Viersen 1997 studierte Maritzen Biochemie und Molekularbiologie an der Universität Hamburg. 2002 erwarb sie dort mit einer von Wolfgang Deppert betreuten Arbeit ihr Diplom. Anschließend arbeitete sie als Doktorandin am Zentrum für Molekulare Neurobiologie Hamburg (ZMNH). Unter Betreuung von Thomas Jentsch wurde sie dort 2005 in Biochemie mit der Schrift Analyse der Beteiligung von CIC-3 und CIC-5 an exozytotischen und endozytotischen Prozessen unter Verwendung von Mausmodellen (Mus musculus, Linnaeus 1758) zur Dr. rer. nat. promoviert. In der Folge verblieb sie als Postdoktorandin in der Forschungsgruppe von Thomas Jentsch. 2006 wechselte sie in die Forschungsgruppe von Volker Haucke an der Freien Universität Berlin. Ab 2013 leitete sie die Forschungsgruppe „Membrane Traffic and Cell Motility“ am Leibniz-Forschungsinstitut für Molekulare Pharmakologie in Berlin.
2016 habilitierte Maritzen sich an der FU Berlin und erhielt die Venia legendi für Biochemie. 2020 nahm sie unter Ablehnung eines Rufes der Universität Hohenheim einen Ruf der Rheinland-Pfälzischen Technischen Universität Kaiserslautern-Landau auf den ordentlichen Lehrstuhl für Nanophysiologie an, wo sie seitdem tätig ist.

## Forschung
Maritzens Forschungsschwerpunkte liegen entsprechend der Ausrichtung ihres Lehrstuhl vor allem in der Nanophysiologie. Sie forscht insbesondere zu Vorgängen innerhalb der Zellmembran, insbesondere zur Endozytose. Insbesondere zu Defekten bei der Endozytose und die Auswirkungen auf das Gehirn bilden den Schwerpunkt ihrer Forschungen. Dabei gelang ihr der Nachweis, dass der Ausfall bestimmter Proteine zwanghaftes Verhalten aus dem Spektrum von Autismus-Störungen befördern. Auch zur Linderung von zellulärem Stress durch Beeinflussung der osmotischen Konzentration des Ionentransporters NHE7 gehört zu ihrer Forschung.